# 雨湖路街道
雨湖路街道，是中华人民共和国湖南省湘潭市雨湖区下辖的一个乡镇级行政单位。

## 行政区划
雨湖路街道下辖以下地区：
雨湖路社区、工人社区、和平桥社区、车站路社区、风车坪社区和古梁巷社区。